# 手舟骨
手舟骨（英語：Scaphoid bone），又稱舟狀骨，腕骨之一，位於手部和前臂之間，腕關節的拇指側（也稱為外側或橈側）。手舟骨形成腕隧道的橈側邊界。腕骨分為近端及遠端共兩排，手舟骨是近端排中最大的骨骼，其長軸由上端開始為向下、向外側、向前側的走向。手舟骨的尺寸和形狀大約是一顆中等大小的腰果。

## 骨折
手舟骨骨折是最常見的腕骨損傷，因為手舟骨與連結近端與遠端兩排腕骨:177。

## 圖集

左手手舟骨，紅色顯示。
左手手舟骨，近觀。
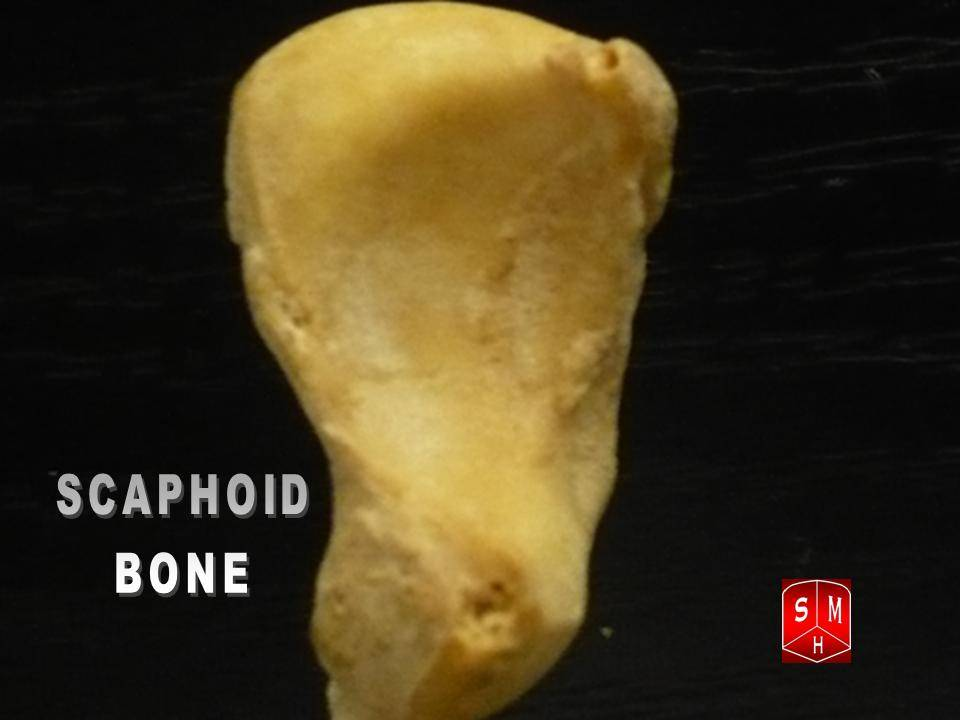
手舟骨。
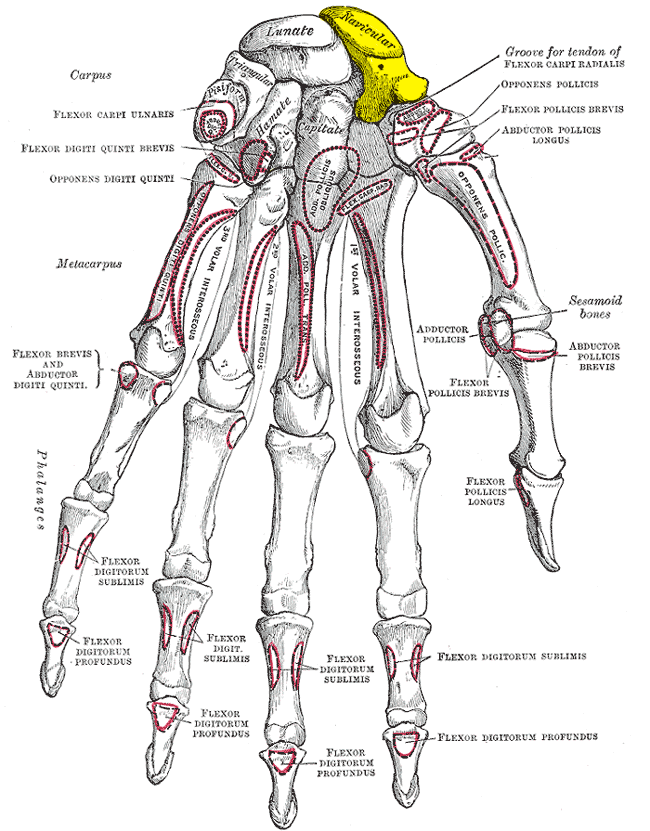
左手骨骼掌面觀，黃色為手舟骨。
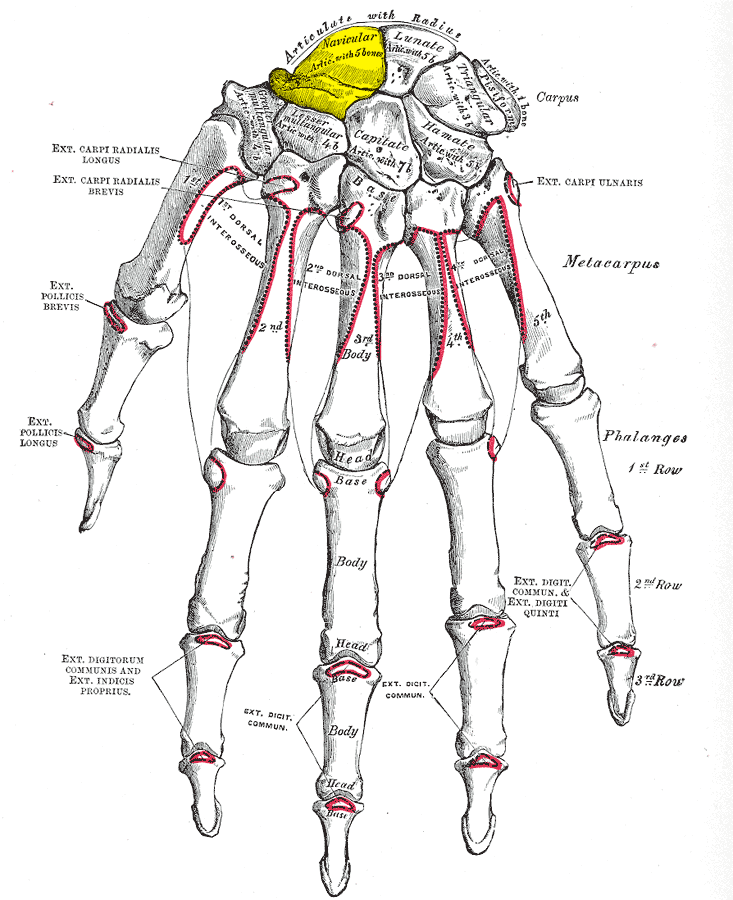
左手骨骼背面觀，黃色為手舟骨。
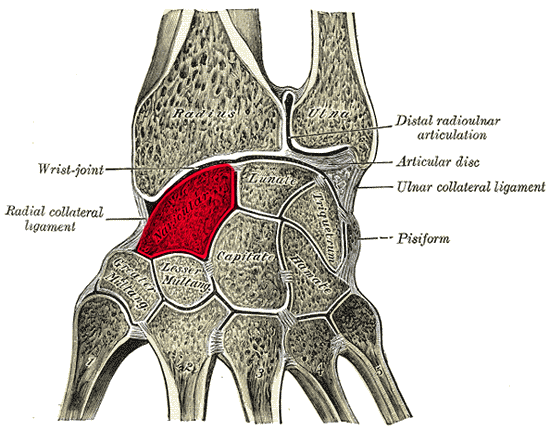
腕關節骨骼切面圖，圖片左側為拇指側，紅色為手舟骨。
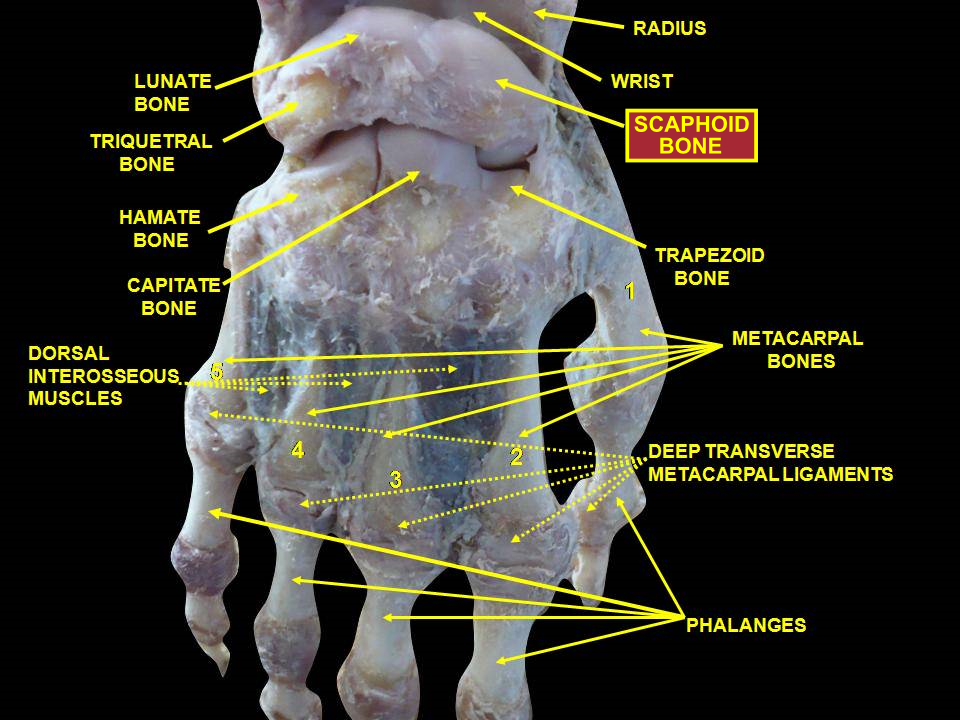
腕關節深層解剖圖，背面觀。
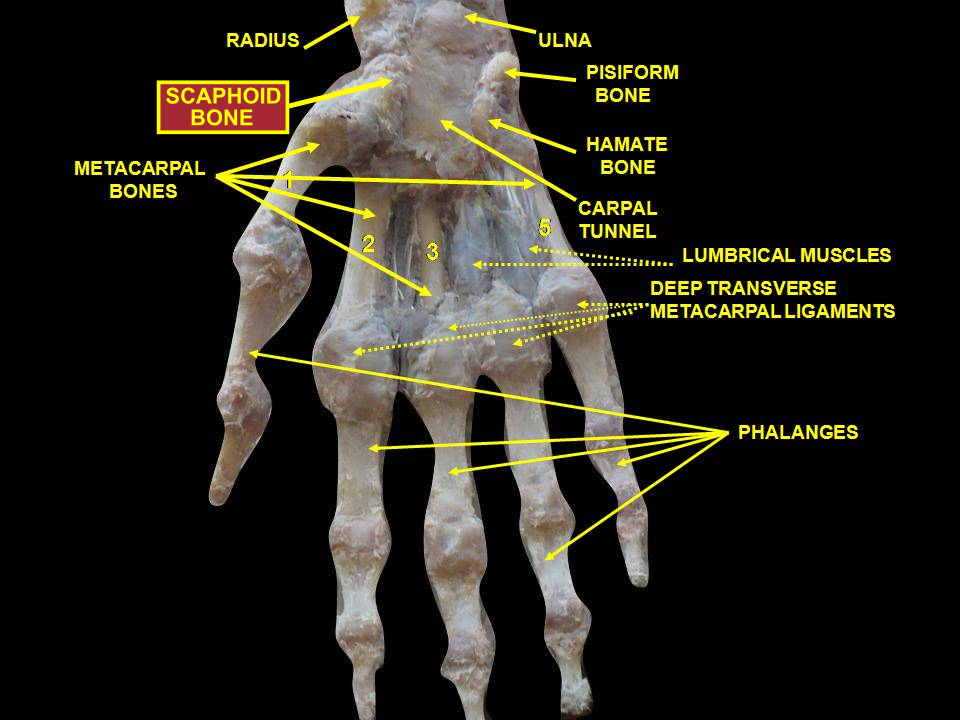
腕關節深層解剖圖，掌面觀。手舟骨為腕隧道（英语：Carpal tunnel）拇指側的邊界。

## 外部連結
- 解剖學(Anatomy)-骨頭-掌骨與腕骨 （页面存档备份，存于）